# Тадеуш Охлевський
Тадеуш Охлевський (Tadeusz Ochlewski; 10 (22) березня 1894, Вільшана — 26 січня 1975, Варшава) — польський скрипаль, викладач та музичний видавець. Чоловік відомої клавесиністки і педагогині Яніни Висоцької-Охлевської.
Вивчав електромеханіку в Політехнічному університеті в Санкт-Петербурзі (1913—1915), грав на скрипці та альті в Петербурзькій (1915—1917) та Варшавській (1917—1921) консерваторіях. Спочатку він працював скрипалем і солістом камерних ансамблів. У 1921—1931 рр. грав у оркестрі Варшавської опери, у 1935—1939 рр. у польському квартеті. Він був творцем ансамблю ранньої музики «Тріо Соната», в якому виступав у 1925—1939 роках. Був співзасновником Асоціації любителів давньої музики (1926) та Польського видавничого товариства музики (1928). У 1934—1939 рр. очолював Організацію музичного руху (ОРМУЗ). У 1933–39 викладав клас камерної музики, а в 1935–39 — метод скрипкової методики у Варшавській консерваторії. Під час Другої світової війни влаштовував таємні концерти для школярів та «концерти військової творчості» у власній квартирі, також виступав у «Салоні мистецтва» Болеслава Войтовича.
У 1945 році він заснував Polskie Wydawnictwo Muzyczne в Кракові, директором якого був до 1964 року. Редагував видавничу серію «Florillegium Musicae Antique». Після війни, з 1948 по 1950 рік, він також викладав клас альта в Державній вищій музичній школі в Кракові. У 1964 р. організував у Варшаві ансамбль давньої музики «Con moto ma cantabile», яким керував до 1975 р. 

Публікував статті на музичні теми в журналах «Śpiew w Szkoła», «Muzyka Polska», «Ruch Muzyczny».
Похований на Військовому цвинтарі у Варшаві